# Maximilien-Henri van Ypersele de Strihou
Maximilien-Henri van Ypersele de Strihou (Sint-Joost-ten-Node, 27 juli 1870 - Clarens, 26 maart 1941) was een Belgisch diplomaat.

## Biografie
Maximilien-Henri van Ypersele de Strihou was een telg uit de familie Van Ypersele de Strihou. Hij was een zoon van Raymond van Ypersele de Strihou en Joséphine Vandersnickt. Zijn vader was advocaat en directeur van de cacaoboomplantage Ursélia-Secunda in Congo-Vrijstaat. Hij trouwde in 1908 in Versailles met Marguerite Merlin (1882-1973). Het huwelijk bleef kinderloos.
Hij werd in 1894 in Berlijn en in 1897 in Parijs geaccrediteerd. Hij werd achtereenvolgens legatiesecretaris in Lissabon in 1901, in Rome in 1903, in Tanger in 1906, in Sint-Petersburg in 1906, in Berlijn in 1908 en in Parijs in 1910. In 1912 werd hij ambassadeur in Boekarest, in 1919 in Warschau en in 1921 in Boedapest.
Van Ypersele de Strihou was van 1926 tot 1935 ambassadeur bij de Heilige Stoel. In 1931 wees hij paus Pius XII op de negatieve houding van de Duitse bisschoppen tegenover de NSDAP.